# بيني بنجامين (عازف جاز)
بيني بنجامين (بالإنجليزية: Benny Benjamin)‏ هو عازف جاز أمريكي، ولد في 25 يوليو 1925 في ديترويت في الولايات المتحدة، وتوفي بنفس المكان في 20 أبريل 1969.

## وصلات خارجية
- بيني بنجامين على موقع IMDb (الإنجليزية)
- بيني بنجامين على موقع ميوزك برينز (الإنجليزية)
- بيني بنجامين على موقع أول ميوزيك (الإنجليزية)
- بيني بنجامين على موقع ديسكوغز (الإنجليزية)
- بيني بنجامين على موقع قاعدة بيانات الفيلم (الإنجليزية)